# Стари надгробни споменици у Велеречи
Стари надгробни споменици у Велеречи (Општина Горњи Милановац) представљају релативно добро очуване споменичке целине и важан извор података за проучавање генезе становништва овог насеља.

## Велереч
Атар села Велереч простире у централном делу општине Горњи Милановац, у непосредној близини градског подручја. Граничи се са селима Брусница, Клатичево, Љутовница, Мајдан, Неваде, Сврачковци и Грабовица. Село је разбијеног типа, са већим бројем засеока. У свом најнижем, југоисточном делу куда води деоница Ибарске магистрале, данас чини део градског подручја.
Насеље је основано у средњем веку, када је овуда ишла граница немањићске Србије са Угарском. У турским дефтерима први пут се помиње као Сладановац 1525. године. Од 1718. па до 1739. године турску окупацију Србије заменила је аустријска када је, према новој административној организацији, Велереч, као тзв. „коморско насеље”, припадало Рудничком дистрикту. Становништво је делом староседелачко, делом досељено у 18. веку, а поновно насељавање започело је почетком 19. века становништвом из Старог Влаха, Црне Горе и околних села.
Сеоска слава је Бели четвртак.

### Сеоска гробља
У Велеречи данас постоје три сеоска гробља: Широко поље, Царевића гробље и Срећковића гробље.

##### Гробље „Широко поље”
Налази се на врху Широког поља, уз Криви поток. Некада је носило назив Макљенско гробље по великој фамилији Макљенаца који су овде први сахрањивани. Најстарији делови гробља данас су зарасли у шуму, док се простор гробља током времена ширио према истоку. Сачуван је знатан број старих надгробника преко којих се може пратити генеза споменика карактеристичних за овај крај. Хронолошки најстарији су масивни камени крстови и онижи споменици украшени геометриским урезима. Бројчано доминирају надгробници у облику стуба са или без покривке, од којих неки имају исклесане стојеће фигуре покојника праћене дужим епитафима.

##### Царевића гробље
Налази се изнад најстаријег дела села, где се некада по предању налазила црква. По површини је знатно мање од гробља на Широком пољу. Бројчано доминирају надгробници у облику стуба са карактеристичном покривком. Сачуван је и знатан број старих крстоликих споменика без натписа, изузетно декоративне обраде. Дело су вештих и надарених каменорезаца. Украшени су великим бројем складно компонованих елемената: розета, стилизованих крстова, спирала, цик-цак линија и витица.

##### Срећковића гробље
Мало породично гробље у кога се сахрањују становници чије се куће налазе на десној страни Речице.

## Цитати Томислава М. Јовановића
У књизи „Велереч и Велеречани” аутор знатну пажњу поклања споменичком материјалу, као и уопштено, неким данашњим обичајима:
Споменике у велеречким гробљима у 19. веку најчешће су радили приучени каменоресци из Грабовице, Мутња, Бранетића, Такова и Озрема, а богатији и чувенији су наручивали споменике код познатих мајстора из Прањана. После Првог светског рата, почиње израда скупљих споменика, струганих гатером, од јабланичког гранита и венчачког мермера, са фотографијом на порцелану, а у последње време су „у моди” ликови урезивани на плочи. Овакав споменик обично прати и израда такозваног опсега, често са скупом покривном плочом.
У најновије време ни гробља нису поштеђена кича и неукуса свакакве врсте, почев од истицања свог богатства, преко мегаломанских гробних обележја од скупоценог материјала, до непоштовања уобичајених норми понашања на таквом месту. Није редак случај да сродници, желећи да по сваку цену буду „оригинални”, својим прецима подижу масонска обележја, а да тога нису ни свесни. Зар је могуће да се не зна да се на гробљима не аплаудира, пева или свира, осим траурне музике, да се на гробља не доводе мала деца која, несхватајући место и повод свог присуства, користе за своју безазлену забаву? Није реткост да о подушјима вино и ракија тугу у дреку, чак и у песму, преокрену или у свађу и бој одведу. Нема никаквог оправдања за напуштање старог обичаја доношења цвећа на гробове умрлих, уместо пластичних венаца, као што ни брда хране и пића донети на гроб не говоре о пијетету према претку већ, напротив, о нама самима.